# Basic-256
Basic-256 es un lenguaje de programación basado en BASIC, parte de un proyecto educativo para enseñar los conceptos básicos de programación informática.

## Historia
El proyecto comenzó en 2007 inspirado en el artículo “ ¿Por qué Johnny no puede codificar? ” de David Brin de septiembre 2006, que también inspiró la creación de Microsoft Small Basic, el artículo hacía referencia lo difícil que es para muchos niños iniciar en la programación por la falta de lenguajes simples como lo fueron las implementaciones de BASIC de las primeras computadoras personas en la década de 1980. 
Su principal objetivo es proporcionar un entorno sencillo y completo para que los estudiantes de secundaria y bachillerato aprendan los fundamentos de la programación informática.
El proyecto se comenzó a desarrollar con nombre de Kidbasic a finales de 2006, y posteriormente fue cambiado a Basic-256 para evitar conflictos con otro software llamado así. El software comenzó a ser desarrollado inicialmente por Ian Larsen, al que después se le uniría James M. Reneau, ambas figuras clave en el desarrollo de este proyecto.
Basic-256 comenzó como una versión simple de BASIC: el editor de código, la ventana de salida de texto y la ventana de visualización de gráficos son visibles en la misma pantalla. Sin embargo, las versiones sucesivas han añadido nuevas características,  a saber:
- Archivos (Eof, Tamaño) – Versión 9.4d
- Eventos del ratón – Versión 9.4d
- Manejo de sprites – Versión 0.9.6n
- Funciones de base de datos – Versión 0.9.6y
- Red – Versión 0.9.6.31
- Funciones reales y subrutinas – Versión 0.9.9.1
- Mapas (Diccionarios) – Versión 2.0.0.1

La documentación completa está disponible en inglés, ruso, neerlandés, español y portugués .

## Ejemplos

### Hola mundo
El siguiente es un muy sencillo programa de "hola mundo" escrito en BASIC-256:
```
#
Comentarios
 
inician
 
con
 
símbolo
 
numeral

#
Imprime
 
en
 
pantalla
 
¡
Hola
 
Mundo!
.

Print
 
"¡Hola Mundo!"

#
Reproduce
 
Hello
 
World
 
mediante
 
un
 
conversor
 
texto
-
voz
 
en
 
inglés

Say
 
"Hello World"

```

### Ejemplo ecuación de segundo grado
Programa para resolver una ecuación de segundo grado:
{\displaystyle Ax^{2}+Bx+C=0\,}
```
print
 
"Ecuación de segundo grado: ax² + bx + c = 0"

input
 
"Introduce el valor de a: "
,
 
a

input
 
"Introduce el valor de b: "
,
 
b

input
 
"Introduce el valor de c: "
,
 
c

#
 
Calculamos
 
el
 
discriminante

d
 
=
 
b
^
2
 
-
 
4
*
a
*
c

if
 
d
 
<
 
0
 
then

    
print
 
"La ecuación no tiene soluciones reales."

else

    
x1
 
=
 
(
-
b
 
+
 
sqrt
(
d
))
 
/
 
(
2
*
a
)

    
x2
 
=
 
(
-
b
 
-
 
sqrt
(
d
))
 
/
 
(
2
*
a
)

    
print
 
"Solución 1: "
 
+
 
x1

    
print
 
"Solución 2: "
 
+
 
x2

end
 
if

```

### Para Elisa
Melodía simplificada de Para Elisa de Ludwig van Beethoven, reproduciendo cada sonido de la nota con la frecuencia de esta.
```
#
 
Melodía
 
simplificada
 
de
 
"Para Elisa"

#
 
Notas:
 
E
,
 
D#
,
 
E
,
 
D#
,
 
E
,
 
B
,
 
D
,
 
C#
,
 
A
 
(
tonos
 
básicos
)

#
 
Ajustar
 
tempo
 
(
duración
 
de
 
cada
 
nota
)

tempo
 
=
 
300
  
#
 
Milisegundos
 
por
 
nota

#
 
Reproducir
 
secuencia
 
de
 
notas

sound
 
329.63
,
 
tempo
  
#
 
E4

sound
 
311.13
,
 
tempo
  
#
 
D#
4

sound
 
329.63
,
 
tempo
  
#
 
E4

sound
 
311.13
,
 
tempo
  
#
 
D#
4

sound
 
329.63
,
 
tempo
  
#
 
E4

sound
 
246.94
,
 
tempo
  
#
 
B3

sound
 
293.66
,
 
tempo
  
#
 
D4

sound
 
277.18
,
 
tempo
  
#
 
C#
4

sound
 
220.00
,
 
tempo
  
#
 
A3

```